# Buenos Aires (Santa)
Buenos Aires bildet zusammen mit dem nördlich angrenzenden Chimbote einen Ballungsraum in der Region Ancash an der Pazifikküste im zentralen Westen von Peru. Die Stadt ist Verwaltungssitz des Distriktes Nuevo Chimbote in der Provinz Santa. Die Stadt hatte beim Zensus 2017 158.385 Einwohner.
Die Stadt entstand in den 1960er Jahren als südlicher Stadtteil von Chimbote, der in den Folgejahren stetig wuchs. Im Jahr 1994 wurde der südliche Teil des Distriktes Chimbote herausgelöst und bildet seither den Distrikt Nuevo Chimbote. Buenos Aires wurde am 1. Juni 1994 zu einer eigenständigen Stadt erklärt und ist seither Sitz der Distriktverwaltung.
In Buenos Aires befindet sich die am 20. Dezember 1984 gegründete Universität Universidad Nacional del Santa. Am Südwestrand der Stadt liegt der Flughafen Aeropuerto Teniente FAP Jaime Montreuil Morales.